# Khangar
Khangar és un clan d'origen indi. Són esmentats també amb altres noms semblants, com Khangaar, Khungar, Khengar, Khagar, Khangdhar i Rao Khangad.
La comunitat va governar àrees de la regió de Bundelkhand després de la caiguda dels Chandeles el 1182 i fins a la meitat del segle xiv. La seva seu era Garh Kundar, un fort construït per Khub Singh Khangar. Durant el govern dels khangars, Bundelkhand va ser conegut com a Jujhauti, que vol dir "terra de guerrers".
El Khangars foren anteriorment classificats com a tribu criminal sota les Lleis de Tribus Criminals (Criminal Tribes Acts) del Raj britànic. Reclamen estatus de kxatriya en el rang del sistema ritual hindú conegut com a varna, però això és discutit. Altres comunitats, com els Bundeles, creuen que aquest estatus és hereditari més que adquirit i que els Khangars no eren kxatriyes de naixement ni tan sols els que van arribar a governar. Durant el període del Raj britànic, quan el procés de sanscritització va esdevenir aparent i l'administració intentada enregistrar les casta en els cens, la All-India Khangar Kshatriya League (Lliga Khangar Kxatriya de tota l'Índia) va fer campanya pel reconeixement oficial com kxatriyes. El 1961 el cens a Madhya Pradesh va notar que "aquesta casta ha fet en el passat recent determinats intents d'ascens social i tots ells ara diuen que són kxatriyes: s'anomenen com Khangar Kxatriyes.", Quan el govern de Madhya Pradesh el govern va tenir coneixement dels fets coratjosos dels khangar kxatriya, va iniciar un festival de tres dies a Garhkundar (al tehsil/block de Niwari, districte de Tikamgarh) conegut com el "Garhkundar mahotsav", per recordar el gran passat guerrer de temps del maharaja Khet Singh Khangar, que se celebra el 27-28-29 de desembre de cada any